# حكايات مستر أيوب ومسز عنايات (مسلسل)
حكايات مستر أيوب ومسز عنايات مسلسل فكاهي مصري من إنتاج 1996 بطولة سمير غانم و فادية عبد الغني ، من تأليف مجدي الإبياري وإخراج إبراهيم الشقنقيري.